# 増山幹高
増山 幹高 （ますやま みきたか、1964年 - ）は、日本の政治学者。専門は、日本政治、議会制度、計量分析。慶大時代は曽根泰教、ミシガン大学ではジョン・クレイトン・キャンベルの指導を受けた。

## 略歴
京都府生まれ。高校を中退後、一時期単身渡米する。1989年、慶應義塾大学法学部政治学科卒業。1991年、同大学院法学研究科修士課程修了。2001年、ミシガン大学大学院修了。Ph.D.（政治学）取得。
成蹊大学法学部専任講師（1999-2000年）、同助教授（2000-04年）、同教授（2004-05年）、慶應義塾大学法学部教授（2005-09年）などを経て、2009年より政策研究大学院大学教授。その他に東京大学大学院教育学研究科、同法学政治学研究科、慶應義塾大学法学部の客員教授を務める。

## 主張
増山は、55年体制における日本の国会について従来主張されていた「ラバースタンプ説」（官僚優位の国会無能論）やマイク・モチヅキの「ヴィスコシティ説」（野党が政府提出の法案を修正したり法案審議を遅らせて中断することで、国会において影響力を持つとする説）を「見える形」での立法活動のみに注目した「観察主義」であると批判し、「与党支配説」「多数派統治説」（与党優位の国会機能説）を提示した。80年代から通説とされてきたヴィスコシティ説に対しては、国会法56条は「日本の国会が本会議中心主義である」こと、50条によれば全会一致慣行は所詮「慣行」にすぎず、47条によれば会期は継続審議が可能で、10～13条によると与党が会期を決めることができ、憲法59～61・67条で「衆議院の優越」が認められていることから、モチヅキが主張するほど「日本の国会はヴィスコシティは強くない」と結論付けた。また、自民党の事前審査（部会・審議会・総務会）が確立したために（族）議員たちの選好に合わなければ官僚の作成した法案はヴィスコシティにかけて潰されてしまうなど、官僚は与党の政策スタッフにすぎず、自民党議員は生殺与奪の権限を持っていることから、ラバースタンプ説の言う官僚優位論を否定し、政党優位であるとした。以上のことから、増山は「日本の国会は与党によって支配されている」と主張した。

## 著書

### 単著
- 『議会制度と日本政治――議事運営の計量政治学』（木鐸社、2003年）
- 『立法と権力分立』(東京大学出版会、2015年）

### 共著
- （山田真裕）『計量政治分析入門』（東京大学出版会、2004年）